# Виль-Чукылева
Виль-Чукылева — деревня в Кудымкарском районе Пермского края. Входила в состав Ошибского сельского поселения. Располагается на реке Чукыльшор севернее от города Кудымкара. Расстояние до районного центра составляет 26 км. По данным Всероссийской переписи населения 2010 года, в деревне проживало 11 человек (6 мужчин и 5 женщин).

## История
По данным на 1 июля 1963 года, в деревне проживало 105 человек. Населённый пункт входил в состав Ошибского сельсовета.